# ريتشارد تي ويتكومب
ريتشارد تي ويتكومب (بالإنجليزية: Richard T. Whitcomb)‏ هو مهندس فضاء جوي ومهندس أمريكي، ولد في 21 فبراير 1921 في إيفانستون في الولايات المتحدة، وتوفي في 13 أكتوبر 2009 في نيوبورت نيوز في الولايات المتحدة.

## وصلات خارجية
- ريتشارد تي ويتكومب على موقع مونزينجر (الألمانية)